# Hydraena fischeri
Hydraena fischeri är en skalbaggsart som beskrevs av Schönmann 1991. Hydraena fischeri ingår i släktet Hydraena och familjen vattenbrynsbaggar. Inga underarter finns listade i Catalogue of Life.